# 100 mm armata morska wz. 1891 Canet
100 mm armata morska wz. 1891 Canet – typ francuskich armat morskich opracowanych w zakładach Schneider et Cie i produkowanych w czterech wzorach: Modèle 1889, Modèle 1891, Modèle 1895 i Modèle 1897. Armaty używane były głównie przez marynarkę francuską i rosyjską. 
Armata posiadała lufę o długości względnej L/45 (45 kalibrów). Zamek śrubowy, otwierany w lewą stronę. W 1916 roku armaty zostały zmodernizowane przez obrócenie lufy o 180°, przez co zespół oporopowrotny znalazł się na górze, co umożliwiło zwiększenie kąta podniesienia do 35°, a co za tym idzie donośności. Strzelały nabojami rozdzielnego ładowania o masie pocisków 13,5 kg.

## Użycie

### Polska
W 1924 roku dwie armaty wzoru 1891² zakupiła z kredytu we Francji polska Marynarka Wojenna, dostarczone w styczniu 1925 roku. Zostały one zamontowane na rufie kanonierek ORP "Generał Haller" oraz ORP "Komendant Piłsudski", jednak okazały się zbyt ciężkie, co pogorszyło stateczność okrętów, dlatego prawdopodobnie w 1926 roku zostały zdemontowane i ostatecznie zamienione na armaty 75 mm wz. 97. Następnie armaty te zamontowano na lądzie (Kępa Oksywska), gdzie do 1939 roku służyły jako bateria artylerii nadbrzeżnej – bateria „Canet”. Podczas kampanii wrześniowej, jedna z armat uległa zniszczeniu już 1 września 1939 w nalocie niemieckiego lotnictwa. Druga armata służyła do ostrzeliwania niemieckich sił trałowych i pozycji lądowych aż do wyczerpania amunicji (19 września 1939).